# Grovjobb
Grovjobb är ett svenskt progg/folkrockband från Göteborg. Bandet spelar en instrumentell blandning av svensk folkmusik, progressiv jazz-rock och psykedelia. Bland gruppens tidiga svenska förebilder återfinns bland andra Made in Sweden, Kebnekaise, Fläsket Brinner och Träd, Gräs och Stenar.

## Medlemmar
Bandet bildades 1995 av Jerry Johansson (gitarr, sitar), Ola Wolfhechel Jensen (trummor) och Timo Lundgren (bas). Efter några månader anslöt sig Simon Jensen (flöjt, saxofon) till bandet. Under perioden 1998 till 2002 var Jesper Jarold bandets basist och spelar på bandets samtliga album. 
Från 2003 till 2005 bestod gruppen endast av Jerry Johansson och Ola Wolfhechel Jensen samt Jonas Elgemark (bas). Därefter upplöstes bandet men återuppstod igen 2023 i samband musikfestivalen Psykstämman på Brännö. Sättningen består sedan 2024 av Jerry Johansson, Ola Wolfhechel Jensen, Jesper Jarold och Thomas Nyström på keyboard.
Grovjobb upptäcktes av Garageland Records som gav ut samtliga av bandets hittillsvarande album, Landet leverpastej, Vättarnas fest och Under solen lyser solen. Grovjobb fick uppskattande recensioner, både nationellt och internationellt, i dåtidens ledande psykedeliska publikationer såsom Ptolemaic Terrascope och Crohinga Well. Omslaget till Vättarnas fest målades av Hans Arnold och Under solen lyser solen av Dan Fröberg.
2016 gav det grekiska skivbolaget Musicbazz ut bandets två första skivor på vinyl.

## Diskografi
- Landet Leverpastej, Grovjobb (Garageland Records, 1998)[6]
- Vättarnas Fest, Grovjobb (Garageland Records, 2000)[7]
- Under Solen Lyser Solen, Grovjobb (Garageland Records, 2002)[8]